# Grodysławice (przystanek kolejowy)
Grodysławice – dawny przystanek osobowy kolejki wąskotorowej w Grodysławicach, w gminie Rachanie, w powiecie tomaszowskim, w województwie lubelskim.